# Frederico de Württemberg
Frederico de Württemberg (Frederico Carlos Augusto), (21 de fevereiro de 1808 - 9 de maio de 1870) foi um general do exército de Württemberg e pai do rei Guilherme II de Württemberg. Frederico pertencia à família real e era príncipe de Württemberg.

## Família
Frederico nasceu a 21 de fevereiro de 1808 no Schloss Comburg (actualmente parte de Schwäbisch Hall), no reino de Württemberg, sendo o segundo filho do príncipe Paulo de Württemberg e da sua esposa, a princesa Carlota de Saxe-Hildburghausen. Pelo lado do pai, Frederico era neto do rei Frederico I de Württemberg e pelo lado da mãe neto do duque Frederico de Saxe-Altemburgo. Era irmão mais novo da grã-duquesa Helena Pavlovna da Rússia e irmão mais velho da princesa Paulina, duquesa de Nassau, e do príncipe Augusto de Württemberg.

## Carreira militar
Frederico começou a sua carreira militar no exército de Württemberg onde, aos quinze anos de idade, tinha já chegado à posição de mestre da cavalaria, 2.ª classe. Em 1832, foi nomeado coronel da infantaria e, em 1841, Frederico tinha chegado ao lugar tenente-general da cavalaria. Em 1865, o rei Carlos I de Württemberg promoveu Frederico a general-comandante da cavalaria e dos corpos federais do exército. Durante a Guerra Austro-Prussiana contra a Prússia, Frederico não teve qualquer posto de comando, mas prestou serviço como oficial de ligação no quartel-general do Feldzeugmeister austríaco. Apesar de ter problemas sérios no olho, Frederico ficou ofendido quando não recebeu o comando da oitava corporação do exército durante a guerra.

## Carreira política
Devido à sua posição como príncipe de Württemberg, Frederico era membro da Câmara dos Lordes de Württembergian, participando com regularidade nas suas sessões legislativas. Em 1865, Carlos I nomeou Frederico conselheiro privado no Geheimer Rat. Durante esta altura, Frederico vivia a maior parte do tempo no Palácio de Ludwigsburg em Estugarda e no Schloss Katharinenhof em Oppenweiler.

## Casamento e descendência
Frederico casou-se com a sua prima direita, a princesa Catarina Frederica de Württemberg, filha do rei Guilherme I de Württemberg e da sua esposa, a princesa Paulina Teresa de Württemberg, a 20 de Novembro de 1845 em Estugarda. Frederico e Catarina tiveram apenas um filho:
1. Guilherme II de Württemberg (25 de fevereiro de 1848 – 2 de outubro de 1921), casado primeiro com a princesa Maria de Waldeck e Pyrmont; com descendência. Casado depois com a duquesa Carlota de Schaumburg-Lippe; sem descendência.

## Últimos anos e morte
Frederico morreu a 9 de Maio de 1870 em Estugarda de uma ulceração, que foi provavelmente uma consequência posterior de um ferimento facial que tinha tido de um acidente de caça. Sofia, rainha dos Países Baixos, escreveu sobre o seu cunhado Frederico a Lady Malet quando soube da sua morte. Segundo Sofia, Frederico morreu depois de sofrer de um "cancro na cara" durante oito anos. Frederico foi enterrado na cripta da família na capela palatina do Palácio de Ludwigsburg.

## Genealogia
| Frederico de Württemberg | Pai: Paulo de Württemberg           | Avô paterno: Frederico I de Württemberg               | Bisavô paterno: Frederico Eugénio II, Duque de Württemberg          |
| Frederico de Württemberg | Pai: Paulo de Württemberg           | Avô paterno: Frederico I de Württemberg               | Bisavó paterna: Sofia Doroteia de Brandemburgo-Schwedt              |
| Frederico de Württemberg | Pai: Paulo de Württemberg           | Avó paterna: Augusta de Brunswick-Wolfenbüttel        | Bisavô paterno: Carlos Guilherme Fernando de Brunswick-Wolfenbüttel |
| Frederico de Württemberg | Pai: Paulo de Württemberg           | Avó paterna: Augusta de Brunswick-Wolfenbüttel        | Bisavó paterna: Augusta Carlota de Gales                            |
| Frederico de Württemberg | Mãe: Carlota de Saxe-Hildburghausen | Avô materno: Frederico de Saxe-Altemburgo             | Bisavô materno: Ernesto Frederico III, Duque de Saxe-Hildburghausen |
| Frederico de Württemberg | Mãe: Carlota de Saxe-Hildburghausen | Avô materno: Frederico de Saxe-Altemburgo             | Bisavó materna: Ernestina Augusta de Saxe-Weimar                    |
| Frederico de Württemberg | Mãe: Carlota de Saxe-Hildburghausen | Avó materna: Carlota Jorgina de Mecklemburgo-Strelitz | Bisavô materno: Carlos II de Mecklemburgo-Strelitz                  |
| Frederico de Württemberg | Mãe: Carlota de Saxe-Hildburghausen | Avó materna: Carlota Jorgina de Mecklemburgo-Strelitz | Bisavó materna: Frederica de Hesse-Darmstadt                        |